# Ivan Blatný
Ivan Blatný (Brno, 21 de dezembro de 1919 – Colchester, 5 de agosto de 1990) foi um poeta checo e membro do grupo artístico Skupina 42.

## Vida
Blatný, filho do escritor Lev Blatný, foi membro do grupo Skupina 42, associação de artistas modernos checos. Em março de 1948, após a tomada do poder pelos comunistas, Blatný resolveu deixar o seu país natal, tornando-se, assim, mais uma das várias personalidades da literatura checa que escolheram emigrar. Contudo, Blatný achou a vida no exílio difícil, assim como muitos escritores checos emigrados como Ivan Diviš. Durante sua vida no Reino Unido, ele passou alguns períodos em vários hospitais psiquiátricos.
Entre 1984 e o dia da sua morte, Blatný viveu em uma casa de repouso em Clacton-on-Sea. Uma placa comemorativa de sua estadia pode ser vista na parede do Edensor Care Home, em Orwell Road. Suas cinzas foram levadas ao principal cemitério de Brno.

## Obras
- Melancholické procházky (Prague: Melantrich, 1941)
- Tento večer (1945)
- Hledání přítomného času (1947)
- Stará bydliště (1979)
- Pomocná škola Bixley (1979; Praha: KDM 1982)